# Кучер, Василий Петрович
Василий Петрович Кучер (1928, село Черниговка, теперь поселок Черниговского района Запорожской области — ?) — советский шахтер, машинист угольного комбайна, помощник начальника участка шахты № 3-бис треста «Чистяковантрацит» Сталинской области. Депутат Верховного Совета УССР 3-4-го созывов.

## Биография
Родился в семье крестьянина-середняка. Трудовую деятельность начал в 1943 году чернорабочим шахты № 3-бис треста «Чистяковантрацит» Сталинской области. В 1944 году окончил школу фабрично-заводского обучения в городе Чистякове Сталинской области.
С 1944 года — крепильщик, электрослесарь, а с 1949 года — машинист угольного комбайна «Донбасс», помощник начальника участка шахты № 3-бис треста «Чистяковантрацит» города Чистяково Сталинской области. Был инициатором соревнования за работу угольных комбайнов на повышенных скоростях и организацию циклической работы в каждой комбайновой лаве.

## Награды
- ордена
- медали
- Сталинская премия 3-й степени (1951) — за разработку и внедрение передовых приемов и методов работы на угольном комбайне и достижения высоких производственных показателей.
- знак «Отличник социалистического соревнования»